# Schweinert
Das Naturschutzgebiet Schweinert liegt auf dem Gebiet der Stadt Falkenberg/Elster im Landkreis Elbe-Elster in Brandenburg.
Das Gebiet mit der Kenn-Nummer 1350 wurde mit Verordnung vom 9. Dezember 1998 unter Naturschutz gestellt. Das rund 110,4 ha große Naturschutzgebiet erstreckt sich südöstlich von Großrössen, einem Ortsteil der Stadt Falkenberg/Elster. Westlich des Gebietes verläuft die Landesstraße L 67 und nördlich die L 673. Östlich fließt die Schwarze Elster, südlich erstreckt sich das 180 ha große Landschaftsschutzgebiet Kiebitzer Baggerteich mit dem Kiebitzsee und verläuft die L 60.